# Rien n'est plus redoutable que l'homme
Pistes de Chœurs
La Victoire de Thèbes Heureux sont ceux qui du malheur
Rien n'est plus redoutable que l'homme est la neuvième chanson de l'album Chœurs de Bertrand Cantat, Pascal Humbert, Bernard Falaise et Alexander MacSween conçu pour constituer les chœurs antiques de la trilogie « Des femmes » de Sophocle adaptée et mise en scène en 2011 par Wajdi Mouawad. Elle illustre Antigone, le second volet de la trilogie.

## Argument
Antigone brave l'ordre et la loi de son oncle Créon pour enterrer son frère Polynice laissé à pourrir sur le champ de bataille. Créon s'adresse avec emphase au collège vieillards thébains pour obtenir leur approbations, ce qu'ils lui accordent. Un garde arrive pour annoncer l'ensevelissement du corps de Polynice.
Rien n'est plus redoutable que l'homme est directement inspiré du premier stasimon de la tragédie bien qu'inversant la proposition originale du texte de Sophocle qui fait chanter à son chœur « rien n’est plus admirable que l’homme ». Ce titre commence par des chants de gorge diphoniques, inspirés des khöömei des Touvains de Mongolie, interprétés par Bertrand Cantat.

## Musiciens ayant participé à la chanson
- Bertrand Cantat, chant, guitare, harmonica
- Pascal Humbert, basse, contrebasse
- Bernard Falaise, guitare
- Alexander MacSween, batterie, percussions